# Neosparassus rutilus
Neosparassus rutilus là một loài nhện trong họ Sparassidae.
Loài này thuộc chi Neosparassus. Neosparassus rutilus được Ludwig Carl Christian Koch miêu tả năm 1875.